# The Mummy's Shroud
The Mummy's Shroud is een Britse horrorfilm uit 1967, geproduceerd door Hammer Film Productions. De film werd geregisseerd door John Gilling.
Het is de derde van in totaal vier mummie-films gemaakt door Hammer.

## Verhaal
De film speelt zich af in 1920. Een team van archeologen onder leiding van Sir Basil Walden en zakenman Stanley Preston vindt de verloren tombe van de jonge farao Kah-To-Bey. Een flashback laat zien hoe Prem, een dienaar van Kah-To-Bey, de jonge farao het paleis uitsmokkelde na de moord op zijn vader. Hij wilde Kah-To-Bey beschermen tegen de moordenaars. De jongen stierf tijdens de vluchtpoging en werd in de woestijn begraven.
De archeologen krijgen van Hasmid, een lokale inwoner, de waarschuwing de tombe niet te betreden, maar slaan deze in de wind. Ze dringen binnen en nemen de gemummificeerde lichamen van Prem en Kah-To-Bey mee. In de tombe bijt een slang Sir Basil, die een paar dagen later sterft aan de gevolgen.
Nadat de mummie van Prem in een museum in Caïro is geplaatst, komt hij tot leven en begint de overige leden van de expeditie te vermoorden. Stanley Preston weet lange tijd uit handen van de mummie te blijven, maar wordt uiteindelijk door hem gedood in een zijstraatje van Caïro. Stanley’s zoon, Paul Preston spoort de mummie hierna op en vernietigt hem.

## Rolverdeling
| Acteur            | Personage          |
| ----------------- | ------------------ |
| André Morell      | Sir Basil Walden   |
| John Phillips     | Stanley Preston    |
| David Buck        | Paul Preston       |
| Elizabeth Sellars | Barbara Preston    |
| Maggie Kimberly   | Claire de Sangre   |
| Michael Ripper    | Longbarrow         |
| Tim Barrett       | Harry Newton       |
| Richard Warner    | Inspecteur Barrani |
| Roger Delgado     | Hasmid             |
| Catherine Lacey   | Haiti              |
| Dickie Owen       | Prem               |
| Bruno Barnabe     | Farao              |

## Achtergrond
Eddie Powell, de stuntman die in de eerste mummiefilm van Hammer Film Productions Christopher Lee's rol overnam voor bepaalde scènes, speelde de mummy.
In de film wordt het verhaal verteld door een verteller. Wie deze verteller is, staat niet vermeld op de aftiteling. Vermoed wordt dat het Peter Cushing is, maar hiervoor bestaat geen bewijs.
Dit was de laatste Hammer-film gefilmd in Bray Studios.